# Marsupium

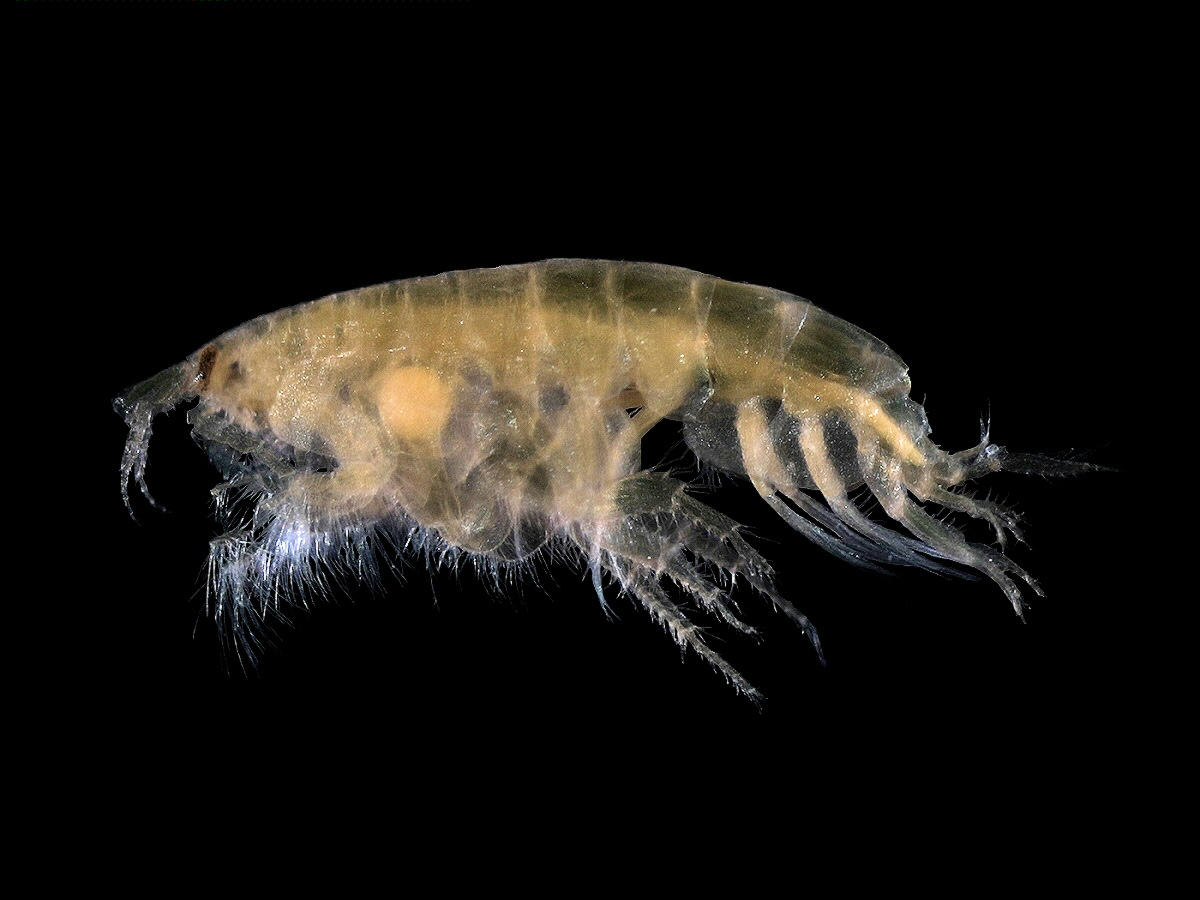
Flohkrebs Bathyporeia elegans mit Ei im Marsupium

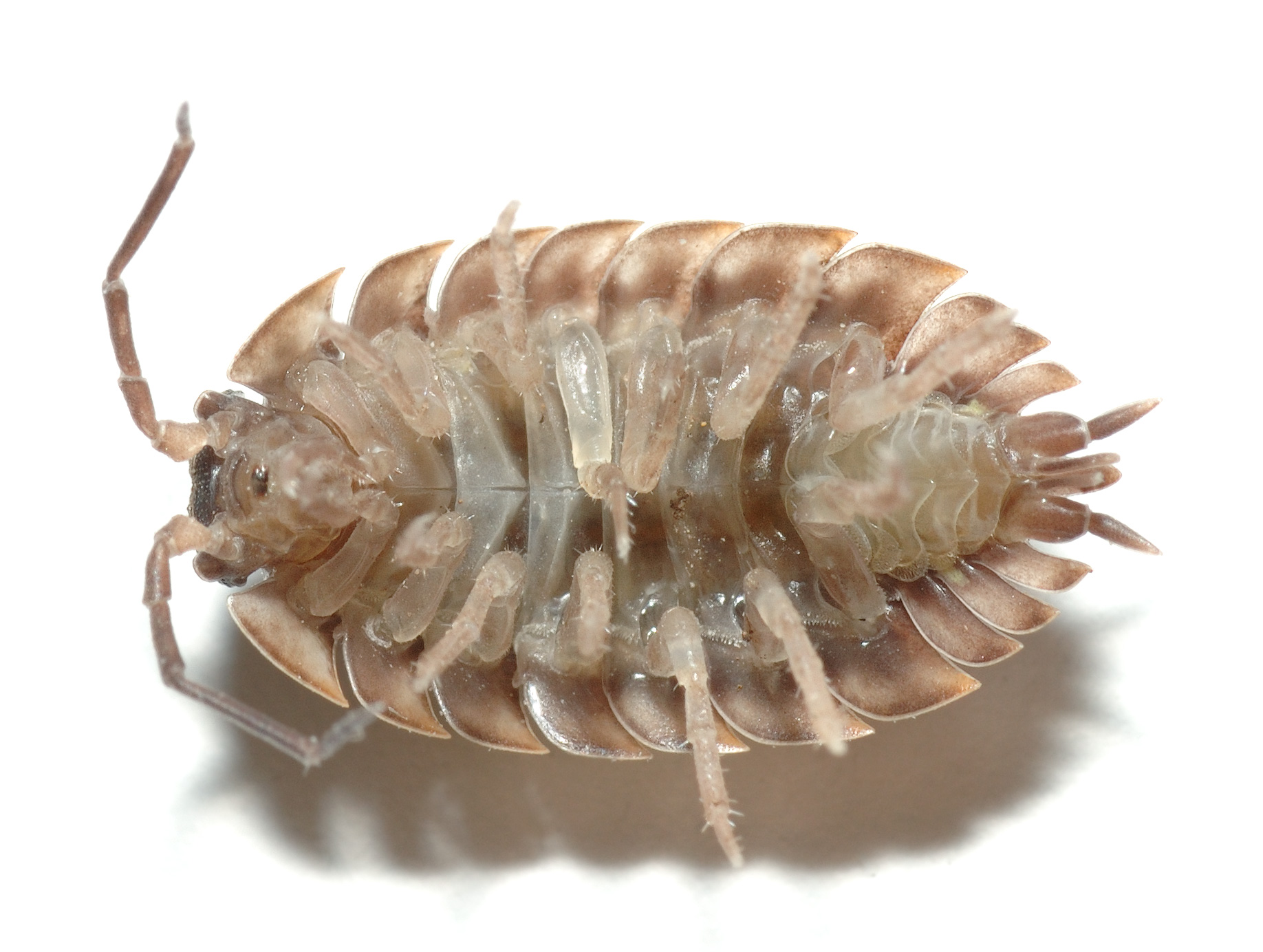
Weibliche Mauerassel mit deutlich erkennbarem Marsupium zwischen den Beinen

Als Marsupium (lat. marsupium „Tasche“) bezeichnet man die Bruttasche oder den Brutraum bei verschiedenen Tiergruppen:
- Beuteltiere
- Marsupien in den Kiemen weiblicher Muscheln, etwa der Bachmuschel. Die Larven entwickeln sich dort weiter zu Glochidien.
- Ranzenkrebse